# Jacob Hoyle
Jacob Hoyle (15 aprile 1994) è uno schermidore statunitense.

## Palmarès
- Campionati panamericani

L'Havana 2018: bronzo nella spada individuale.